# Rti (Lučani)
Rti (em cirílico: Рти) é uma vila da Sérvia localizada no município de Lučani, pertencente ao distrito de Moravica, na região de Stari Vlah, Dragačevo. A sua população era de 493 habitantes segundo o censo de 2011.

## Demografia
| 1948 | 1953 | 1961 | 1971 | 1981 | 1991 | 2002 | 2011 |
| ---- | ---- | ---- | ---- | ---- | ---- | ---- | ---- |
| 998  | 997  | 955  | 869  | 749  | 615  | 553  | 493  |